# Conor Cruise O’Brien
Conor Cruise O’Brien (irisch Conchúr Crús Ó Briain; * 3. November 1917 in Dublin; † 18. Dezember 2008 in Howth) war ein irischer Politiker und Journalist. O’Brien, der auf eine Karriere als Beamter im Finanzministerium und später dem Außenministerium zurückblicken konnte, war einer der führenden Intellektuellen der Irish Labour Party in den 1960ern.

## Leben
Nach seiner Beamtentätigkeit arbeitete O’Brien für die Vereinten Nationen und wurde 1960/1961 von UN-Generalsekretär Dag Hammarskjöld als spezieller Repräsentant in die noch junge Demokratische Republik Kongo geschickt.
Danach widmete sich O’Brien seiner akademischen Karriere und kehrte schließlich nach Irland zurück. Bei den Wahlen 1969 trat er im Wahlbezirk North-East Dublin an und gewann für die Irish Labour Party einen Sitz im Dáil Éireann. Er blieb bis zu seiner Wahlniederlage 1977 Teachta Dála. In dieser Zeit gehörte O’Brien der ersten irischen Delegation im Europäischen Parlament an und war vom 1. Januar 1973 für zwei Monate bis zu den irischen Parlamentswahlen Mitglied des Europäischen Parlaments. Danach wurde er vom 14. März 1973 bis zum 25. Mai 1977 Minister for Posts and Telegraphs in der Fine Gael/Irish-Labour-Party-Koalitionsregierung von Liam Cosgrave. Zwei Monate nach seiner Wahlniederlage 1977 wurde er in den Seanad Éireann gewählt, dem er bis zu seinem Rücktritt am 13. Juni 1979 angehörte.
Ab 1978 arbeitete O’Brien als Chefredakteur bei der britischen Zeitung The Observer und bekleidete diesen Posten die nächsten drei Jahre. Das Akronym GUBU wurde von O’Brien in Umlauf gebracht.
O’Brien war ein ausgesprochener Gegner des IRA und warf irischen Politikern vor, deren Gewaltanwendung zu verharmlosen. Daher teilte er auch die Bedenken der nordirischen Unionisten gegen das Karfreitagsabkommen, das eine Regierungsbeteiligung der irisch-republikanischen Sinn Fein vorsah. Er gehörte ab 1996 der nordirischen United Kingdom Unionist Party von Robert McCartney an. 2005 kehrte er zur Labour Party zurück.

## Familie
O’Brien war in zweiter Ehe mit der Schriftstellerin Máire Mhac an tSaoi verheiratet und hatte mit ihr zwei adoptierte Kinder. Aus erster Ehe hatte er drei Kinder.

## Werke (Auswahl)
- To Katanga and back, deutsche Fassung von Margarete Carroux: Meine Mission in Katanga. Enthüllung weltpolitischer Hintergründe, München 1963.
- Murderous Angels (Schauspiel), Boston 1968, deutsche Übersetzung von Dagobert Lindlau: Mörderische Engel, Reinbek bei Hamburg 1971.
- Die Uno – Ritual der brennenden Welt, Reinbek bei Hamburg 1971.